# Cyclosa simoni
Cyclosa simoni är en spindelart som beskrevs av Benoy Krishna Tikader 1982. Cyclosa simoni ingår i släktet Cyclosa och familjen hjulspindlar. Inga underarter finns listade i Catalogue of Life.